# Asymbletia rectaria
Asymbletia rectaria är en fjärilsart som beskrevs av Walker 1866. Asymbletia rectaria ingår i släktet Asymbletia och familjen nattflyn. Inga underarter finns listade i Catalogue of Life.